# Harvey (Iowa)
Pour les articles homonymes, voir Harvey.
Harvey est une ville du comté de Marion, en Iowa, aux États-Unis. Elle est incorporée le 12 décembre 1903.

## Source de la traduction
- (en) Cet article est partiellement ou en totalité issu de l’article de Wikipédia en anglais intitulé « Harvey, Iowa » (voir la liste des auteurs).